# Jan Krzysztof Kluk
Jan Krzysztof Kluk (ur. 13 września 1739 w Ciechanowcu, zm. 2 lipca 1796 tamże) – polski przyrodnik, rysownik i ksiądz katolicki.

## Życiorys
Był synem zubożałego pochodzącego z Warmii szlachcica Jana Krzysztofa Adriana budowniczego i architekta, oraz Marianny Elżbiety. Kształcił się początkowo w Warszawie, następnie w Drohiczynie, a w końcu w szkole pijarskiej w Łukowie. W roku 1761 wstąpił do seminarium duchownego Ks. Ks. Misjonarzy u św. Krzyża w Warszawie, które ukończył w 1763. W tym samym roku otrzymał święcenia kapłańskie. W latach 1763–1767 był kapelanem domowym w Nurze u Tomasza Ossolińskiego, starosty nurskiego. Dzięki jego wsparciu, w roku 1767 otrzymał stanowisko administratora i proboszcza bogatej parafii w Winnej (oraz przywilej altarzysty w parafii ciechanowieckiej), a 3 lata później (1770) objął probostwo w Ciechanowcu i na tym stanowisku pozostał do śmierci. Brał udział w pracach Towarzystwa do Ksiąg Elementarnych Około roku 1780 otrzymał tytuł doktora nauk wyzwolonych i filozofii Szkoły Głównej Wielkiego Księstwa Litewskiego w Wilnie oraz "Akademii Wileńskiej Kolegium Fizycznego Towarzysza", za zasługi na polu szerzenia kultury rolnej oraz wiedzy przyrodniczej. W roku 1781 otrzymał również od króla Stanisława Augusta złoty Medal Merentibus. Uzyskał także kilka godności duchownych, był kolejno, m.in. kanonikiem kruszwickim, brzeskim, inflanckim, a następnie dziekanem drohickim. Zmarł 2 lipca 1796 roku w Ciechanowcu i tam został pochowany.

## Twórczość
Jako człowiek o wszechstronnych zainteresowaniach zasłynął przede wszystkim jako przyrodnik badając głównie rejon Podlasia i Mazowsza. Posiadał umiejętność rysowania i rytowania, które umożliwiły mu ilustrowanie swych późniejszych dzieł. Dzięki pomocy księżnej Anny z Sapiehów Jabłonowskiej miał możliwość korzystać z bogatej biblioteki i zbiorów muzealnych gabinetu przyrodniczego w Siemiatyczach.
Opublikował wiele prac, które stanowiły przełom w ówczesnych polskich naukach przyrodniczych i rolniczych. Opisał także kilka taksonów motyli, m.in. południowoamerykański rodzaj Heliconius, rodzaj Danaus z rodziny rusałkowatych i rodzaj Plebejus z rodziny modraszkowatych. Nadzorował też urządzanie ogrodu i parku przy rezydencji biskupów kujawskich w Wolborzu. Zespół parkowy jest obecnie w stanie dzikim.
W latach 1777–1779 napisał i opublikował dzieło pt. Roślin potrzebnych, pożytecznych, wygodnych, osobliwie krajowych albo.... W latach 1781–1782 został wydany 2-tomowy podręcznik geologii i mineralogii pt. Rzeczy kopalnych osobliwie zdatniejszych szukanie, poznanie i zażycie, a w roku 1789 – Zoologia czyli zwierzętopismo... dla Komisji Edukacji Narodowej. W latach 1786–1788 został wydany w Warszawie 3-tomowy Dykcyonarz roślinny…, w którym opisał 1536 gatunków roślin krajowych i zagranicznych, ułożonych w alfabetycznym porządku nazw łacińskich z przyporządkowanymi im nazwami polskimi. Odpowiednikiem Roślin potrzebnych… w dziedzinie zoologii było 4-tomowe dzieło pt. Zwierząt domowych i dzikich, osobliwie krajowych, potrzebnych i pożytecznych, domowych, chowanie, rozmnożenie, chorób leczenie, dzikich łowienie, oswojenie, zażycie, szkodliwych zaś wygubienie, które ukazało się w latach 1779–1780. Stanowiło ono pierwszą syntezę fauny krajowej i pełniło przez długi czas funkcję podręcznika w tym zakresie.

### Dzieła

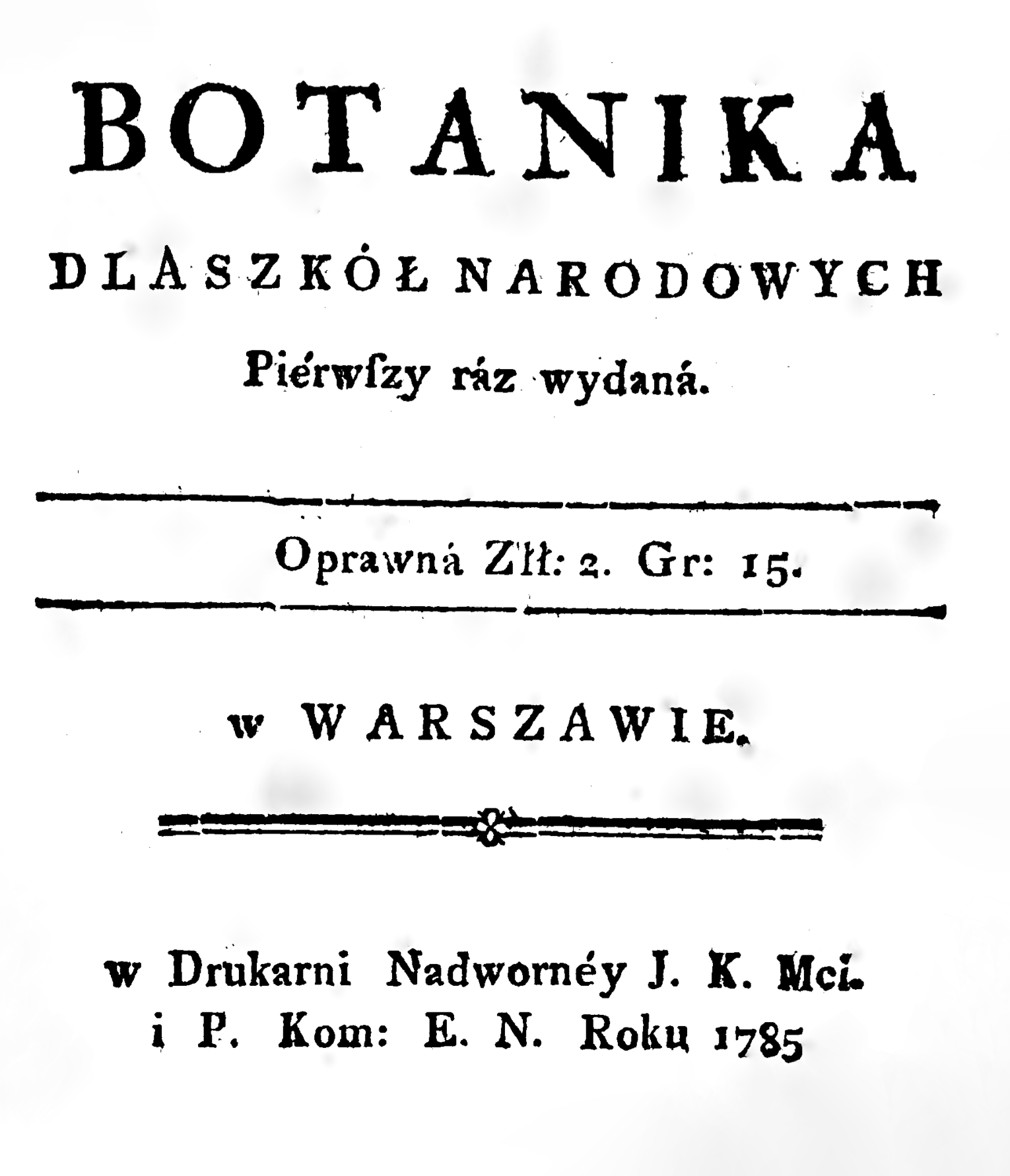
Botanika dla szkół narodowych z 1785 roku wyd. z inicjatywy Towarzystwa do Ksiąg Elementarnych

- Kazanie o szacunku i miłości kapłanów podczas kongregacji dekanatu drohickiego w diecezji łucko-brzeskiej a oraz podczas pięćdziesięcioletniej rocznicy kapłaństwa… Macieja Święckiego, kanonika łuckiego… miane d. 11 listop. 1777 r. w parafialnym kościele w Pierlejewie, Warszawa brak roku wydania
- Roślin potrzebnych, pożytecznych, wygodnych, osobliwie krajowych albo które w kraju użyteczne być mogą, utrzymanie, rozmnożenie i zażycie:
  - t. 1: O drzewach, ziołach ogrodowych i ogrodach, Warszawa 1777 (2 wydania); wyd. następne: Warszawa 1797; Warszawa 1808
  - t. 2: O drzewach i ziołach dzikich, lasach etc., Warszawa 1778; wyd. następne: Warszawa 1781; Warszawa 1788 (2 wydania); Warszawa 1802; Warszawa 1808
  - t. 3: O rolnictwie, zbożach, łąkach, chmielnikach, winnicach i roślinach gospodarskich, powst. 1778, wyd. Warszawa 1779; wyd. następne: Warszawa 1781 (2 wydania); Warszawa 1802; Warszawa 1808; Warszawa 1823; oprac. S. Inglot, Wrocław 1954
- Zwierząt domowych i dzikich, osobliwie krajowych, historii naturalnej początki i gospodarstwo. Potrzebnych i pożytecznych domowych chowanie, rozmnożenie, chorób leczenie, dzikich łowienie, oswojenie, zażycie, szkodliwych zaś wygubienie:
  - t. 1: O zwierzętach ssących, Warszawa 1779; wyd. następne: Warszawa 1795; Warszawa 1809
  - t. 2: O ptastwie, Warszawa 1779; wyd. następne: Warszawa 1797; Warszawa 1813
  - t. 3: O gadzie i rybach, Warszawa 1780; wyd. następne: Warszawa 1798; Warszawa 1816
  - t. 4: O owadzie i robakach, Warszawa 1780; wyd. następne: Warszawa 1802; Warszawa 1823
    - przekł. litewski: fragmenty t. 4 – rozdz. o pszczołach: K. Niezabitowski: Surinkimas dasekimu par Mokintus żmonias senowias amziose tikray daritu apey bytes... Wilno 1823; wydane pod nazwiskiem brata: C. J. Niezabitowskiego
- Rzeczy kopalnych osobliwie zdatniejszych szukanie, poznanie i zażycie
  - t. 1: O rzeczach kopalnych w powszechności, o wodach, solach, tłustościach ziemnych i ziemiach, Warszawa 1781 (2 wydania); wyd. następne Warszawa 1797
  - t. 2: O kamieniach w powszechności, o klejnotach, kruszcach, ich kopaniu, i o górnictwie, Warszawa 1782; wyd. następne: Warszawa 1791; Warszawa 1802
- Botanika dla szkół narodowych, Warszawa 1785; wyd. następne: Wilno 1787; pt. Botanika dla szkół publicznych; uzupełn. B. Wierzbicki, Warszawa 1833, (podręcznik napisany na zamówienie Towarzystwa do Ksiąg Elementarnych według prospektu Pawła Czenpińskiego)
- Dykcjonarz roślinny, w którym podług układu Linneusza są opisane rośliny nie tylko krajowe, dzikie, pożyteczne albo szkodliwe: na roli, w ogrodach, oranżeriach utrzymywane: ale oraz i cudzoziemskie, które by w kraju pożyteczne być mogły albo z których mamy lekarstwa, korzenie, farby etc., albo które jakową nadzwyczajność w sobie mają: ich zdatności lekarskie, ekonomiczne, dla ludzi, koni, bydła, owiec, pszczół etc. utrzymywanie, z poprzedzającym wykładem słów botanicznych i kilkorakim na końcu regestrem:
  - t. 1, Warszawa 1786[2], wyd. następne: Warszawa 1803; Warszawa 1805
  - t. 2, Warszawa 1787[3], wyd. następne: Warszawa 1803; Warszawa 1808; Warszawa 1845
  - t. 3, Warszawa 1788[4], wyd. następne: Warszawa 1804; Warszawa 1811; Warszawa 1875
- Zoologia, powst. w latach 1785-1789; po przeróbce Pawła Czenpińskiego wydane pt. Zoologia, czyli zwierzętopismo, dla szkół narodowych, Warszawa 1789; wyd. następne Warszawa 1800, (podręcznik napisany na zamówienie Towarzystwa do Ksiąg Elementarnych, a po przeróbce wydany bez nazwiska autora)
- Myśli nawracającego się grzesznika, Warszawa brak roku wydania
- Kazania z lat 1782–1794, rękopis: Ossolineum, sygn. 3285/I.

### Przekłady
Tłumaczył z języka niemieckiego podręcznik rolnictwa J. M. Hubego. Przekład powstawał w latach 1778–1779, nie został jednak nigdy wydany.

### Materiały
- Testament, rękopis: Ossolineum, sygn. 5422/II.

Pełniejszą bibliografię twórczości podaje J. Kołodziejczyk: Ks. K. Kluk. Dzieła i twórczość, Kraków 1932, "Rozprawy Akademii Umiejętności, Wydział Matematyczno-Przyrodniczy" t. 69, oddz. B, nr 10.

## Monografie
- J. Kołodziejczyk: Ks. K. Kluk. Dzieła i twórczość, Kraków 1932, "Rozprawy Akademii Umiejętności, Wydział Matematyczno-Przyrodniczy" t. 69, oddz. B, nr 10
- G. Brzęk: K. Kluk, Warszawa 1957
- K. Szamryk: Język rękopiśmiennych kazań Krzysztofa Kluka, Białystok 2016.

Literatura uzupełniająca (wybrana XVIII-XIX w.)
- "Gazeta Warszawska": 1781 nr 15
- S. B. Jundziłł: Opisanie roślin w prowincji W. Księstwa Litewskiego, Wilno 1791
- S. Bielski: Wiadomość o życiu i pismach ks. K. Kluka, proboszcza ciechanowieckiego w: Zoologia, czyli zwierzętopismo, dla szkół narodowych, Warszawa 1800 i odb.; przedr. w: Roślin potrzebnych... utrzymanie, rozmnożenie i zażycie t. 1, Warszawa 1808; Zwierząt domowych i dzikich, osobliwie krajowych, historii naturalnej początki i gospodarstwo... t. 1, Warszawa 1809
- J. Arnold: Rozprawa piąta o hojności królów i panów polskich na lekarzy i rzecz lekarską, Rocznik Towarzystwa Warszawskiego Przyjaciół Nauk t. 15 (1822)
- I. Chodynicki: Dykcjonarz uczonych Polaków t. 1, Lwów 1833
- A. Waga: Wzmianka o życiu i dziełach naturalisty naszego, księdza K. Kluka, "Biblioteka Warszawska" 1843 t. 3; "Przyjaciel Ludu" 1843 t. 2
- J. Moszyński: Podróż do Prus, Saksonii i Czech, odbyta w r. 1838-1839, Wilno 1844
- A. Waga: Pomnik Klukowi w Ciechanowcu, "Biblioteka Warszawska" 1847 t. 4
- 1. Materiały do biografii ks. K. Kluka, naturalisty; 2. Przypis i list dra Jana Wolfganga, b. profesora farmacji w Uniwersytecie Wileńskim, "Pamiętnik Naukowo-Literacki" 1850, oddział 1, t. 2, zeszyt 4
- K. W. Wójcicki: "Encyklopedia powszechna" Orgelbranda, t. 14 (1863)

## Upamiętnienie
Społeczeństwo uczciło jego pamięć, fundując (1850) pomnik w Ciechanowcu dłuta Jakuba Tatarkiewicza. Jego imieniem nazwano (1965) szkołę podstawową, plac oraz Muzeum Rolnictwa w Ciechanowcu.